# Prostratus cyclobalanopsidis
Prostratus cyclobalanopsidis är en svampart som beskrevs av Sivan., W.H. Hsieh & Chi Y. Chen 1993. Prostratus cyclobalanopsidis ingår i släktet Prostratus, ordningen Diaporthales, klassen Sordariomycetes, divisionen sporsäcksvampar och riket svampar.   Inga underarter finns listade i Catalogue of Life.